# Demografia Wielkiej Brytanii
| Statystyki demograficzne (2007)                                           | Statystyki demograficzne (2007) |
| ------------------------------------------------------------------------- | ------------------------------- |
|                                                                           |                                 |
| Zmiana liczby ludności Wielkiej Brytanii w latach 1961–2003 (w tysiącach) |                                 |
| Liczba ludności                                                           | 60 776 238                      |
| Ludność według wieku                                                      |                                 |
| 0 - 14 lat                                                                | 17,2%                           |
| 15 - 64 lat                                                               | 67%                             |
| ponad 64 lata                                                             | 15,8%                           |
| Wiek (mediana)                                                            |                                 |
| W całej populacji                                                         | 39,6 lat                        |
| Mężczyzn                                                                  | 38,5 lat                        |
| Kobiet                                                                    | 40,7 lat                        |
| Przyrost naturalny                                                        | 0,58‰                           |
| Współczynnik urodzeń                                                      | 10,67 urodzin/1000 mieszkańców  |
| Współczynnik zgonów                                                       | 10,09 zgonów/1000 mieszkańców   |
| Współczynnik migracji                                                     | 2,17 migrantów/1000 mieszkańców |
| Ludność według płci                                                       |                                 |
| przy narodzeniu                                                           | 1,05 mężczyzn/kobietę           |
| poniżej 15 lat                                                            | 1,05 mężczyzn/kobietę           |
| 15 - 64 lat                                                               | 1,02 mężczyzn/kobietę           |
| powyżej 64 lat                                                            | 0,75 mężczyzn/kobietę           |
| Umieralność noworodków                                                    |                                 |
| W całej populacji                                                         | 5,01 śmiertelnych/1000 żywych   |
| płci męskiej                                                              | 5,58 śmiertelnych/1000 żywych   |
| płci żeńskiej                                                             | 4,4 śmiertelnych/1000 żywych    |
| Oczekiwana długość życia                                                  |                                 |
| W całej populacji                                                         | 78,7 lat                        |
| Mężczyzn                                                                  | 76,23 lat                       |
| Kobiet                                                                    | 81,3 lat                        |
| Rozrodczość                                                               | 1,66 urodzin/kobietę            |

Skład etniczny: Anglicy (70,5%), Szkoci (9,7%), Urdu (Pakistańczycy) (5,3%), Irlandczycy (2,7%), Walijczycy (1,9%), Kornwalijczycy (0,8%), Chińczycy (0,6%), Bengalczycy (0,5%), Gujarati (0,5%), Niemcy (0,45%), Żydzi (0,45%), Amerykanie z USA (0,4%), Włosi (0,35%) i pozostali 5,8%.
Religie:
Struktura religijna kraju w 2010 roku według Pew Research Center:
- chrześcijaństwo – 71,1% (protestantyzm – 54,5%, katolicyzm – 16,2%)
- brak religii – 21,3%
- islam – 4,4%
- hinduizm – 1,3%
- judaizm – 0,5%
- buddyzm – 0,4%
- religie etniczne – 0,3%
- inne religie – 0,7%.

Języki:
angielski (urzędowy), walijski, irlandzki, kornijski, gaelic i scots
Zobacz też: Wielka Brytania